# Lilly Reich
Lilly Reich, född 16 juni 1885, död 14 december 1947, var en tysk formgivare inom modernismen. 
Reich föddes i Berlin och började sin karriär inom textilbranschen. 1908 flyttade hon till Wien där hon träffade möbelformgivaren Josef Hoffmann och de startade ett samarbete. 1914 startade hon en egen designstudio och blev 1920, som första kvinna, utsedd till ordförande i konstslöjdsföreningen Deutscher Werkbund. I samband med detta uppdrag träffade Reich arkitekten Ludwig Mies van der Rohe. De inledde ett förhållande och startade samtidigt ett samarbete inför den stundande Världsutställningen i Barcelona 1929. Tillsammans formgav de inredningen till den tyska paviljongen och året efter interiören till Villa Tugendhat (som Mies själv hade ritat). I samband med dessa projekt skapades designklassiker som Barcelonastolen, Brnostolen och Tugendhatstolen. 
1938 utvandrade Mies till USA, men Reich valde att stanna i Tyskland där hon fortsatte att vara verksam fram till sin död 1947.
Lilly Reich finns representerad i Museum of Modern Arts samlingar.